# Karel Brančik
Karel Brančik (ur. 13 marca 1842 w Starej Bystricy, zm. 18 listopada 1915 w Trenczynie) – węgierski lekarz i przyrodnik. Praktykował w Trenczynie, zajmował się również entomologią, malakologią i botaniką. W 1874 r. opisał endemiczny dla Karpat gatunek chrząszcza sichrawa karpacka. W 1913 roku założył muzeum przyrodnicze w Trenczynie. Jego wielką kolekcję chrząszczy nabył wiedeński entomolog Eduard Knirsch (1869-1955), ostatecznie trafiła do Muzeum Historii Naturalnej w Chicago.